# Вагенаар, Тони
Тони Вагенаар (нидерл. Tonny Wagenaar; 2 октября 1931 — 3 сентября 2021) — нидерландский дзюдоист, 6-кратный чемпион (1953, 1954, 1956, 1959), серебряный (1958) и бронзовый (1958, 1959) призёр чемпионатов Нидерландов, серебряный (1960) и бронзовый призёр (1957, 1958) чемпионатов Европы, бронзовый призёр чемпионатов Европы 1957 и 1958 годов в командном зачёте. Выступал в лёгкой (до 68 кг), полусредней (до 70 кг), средней (до 80 кг) и абсолютной весовых категориях.